# Tara (flod i Montenegro)
 For alternative betydninger, se Tara. (Se også artikler, som begynder med Tara)
Tara  (serbisk Ријека Тара / Rijeka Tara) er den længste flod i Montenegro. Floden dannes hvor floderne Ospanica og Veruša løber sammen i De dinariske alper og løber 144 km nordover til den løber sammen med Piva ved grænsen til Bosnien-Hercegovina, og fortsætter som Drina.
Tara har udgravet  Tarakløften, den dybeste kløft i Montenegro og Europa med en længde på 78 km og et dybde på 1.300 meter på en stor del af strækningen. Kløften er beskyttet som et verdensarvsted af UNESCO og er en del af Durmitor Nationalpark.
Et areal på 1.828,89 km² omkring floden og kløften blev i 2020 udpeget til biosfærereservat under UNESCOs Menneske og biosfære-programmet.
I Tara er der et rigt dyreliv, og blandt andet  ørred, hvidfinnet ferskvandsulk (Cottus gobio), stalling (Thymallus thymallus), og donaulaks (Hucho hucho).
De bosniske og montenegrinske myndigheder  havde planer om at bygge en dæmning i Tarakløften i forbindelse med reguleringen af et vandkraftværk i Drina, men planerne blev skrinlagt i april 2005 efter stærke protester. I september 2006 blev der derimod underskrevet en aftale mellem det slovenske selskab Petrol og det montenegrinske selskab Montenegro-Bonus om at bygge et andet vandkraftværk, til trods for alle forsøgene på at beskytte kløften. 
Tara må ikke forveksles med bjerget Tara og Tara Nationalpark   den sydlige del af  Serbien.
Tara er en populær flod for rafting, særlig i området gennem Tarakløften. 

## Eksterne kilder og henvisninger
- Wikimedia Commons har flere filer relateret til Tara (flod i Montenegro)
- Bosnian Serbs, Serbia advance Drina River hydro Arkiveret 14. april 2017 hos  Wayback Machine hydroworld.com februar 2009

42°35′40″N 19°34′30″Ø / 42.5944°N 19.575°Ø